# Van onschatbare waarde
Van onschatbare waarde is een televisieprogramma van de Nederlandse publieke Omroep MAX, gepresenteerd door Dionne Stax. Het is een Nederlandse versie van de Britse programmaformule Four Rooms, die van 2011 tot 2019 bestaan heeft op de Britse zender Channel 4.

## Inhoud
In het programma krijgen verkopers van bijzondere en waardevolle spullen de kans om hun object te verkopen aan een van vier antiekhandelaren (of experts), in ieder een eigen kamer. De verkoper bepaalt zelf de volgorde waarin hij of zij hen bezoekt. Is een bod eenmaal geaccepteerd of afgewezen in een van de kamers, dan is er geen weg terug.

## Experts per seizoen
De huidige en voormalige experts zijn:
| Expert                       | Seizoen | Seizoen | Seizoen | Seizoen | Seizoen | Seizoen | Seizoen | Seizoen |
| Expert                       | 1       | 2       | 3       | 4       | 5       | 6       | 7       | 8       |
| ---------------------------- | ------- | ------- | ------- | ------- | ------- | ------- | ------- | ------- |
| Bert Degenaar                |         |         |         |         |         |         |         |         |
| Arnold Wegh                  |         |         |         |         |         |         |         |         |
| Ilse Daatselaar              |         |         |         |         |         |         |         |         |
| Ebert Roest                  |         |         |         |         |         |         |         |         |
| Bas Jonker                   |         |         |         |         |         |         |         |         |
| Bianca Frölich               |         |         |         |         |         |         |         |         |
| Sebastiaan en Roeland Kramer |         |         |         |         |         |         |         |         |
| Ronald van Zadelhoff         |         |         |         |         |         |         |         |         |